# Artiom Puntus
Artiom Puntus (in russo Артём Пунтус?, Artëm Puntus; Tiraspol, 31 maggio 1995) è un ex calciatore moldavo, di ruolo attaccante.

## Carriera

### Club
Ha giocato nella massima serie moldava e in quella albanese.

### Nazionale
Il 9 ottobre 2021 ha esordito con la nazionale moldava giocando l'incontro perso 0-4 contro la Danimarca, valido per le qualificazioni al campionato mondiale di calcio 2022.

## Statistiche

### Cronologia presenze e reti in nazionale
| Cronologia completa delle presenze e delle reti in nazionale ― Moldavia | Cronologia completa delle presenze e delle reti in nazionale ― Moldavia | Cronologia completa delle presenze e delle reti in nazionale ― Moldavia | Cronologia completa delle presenze e delle reti in nazionale ― Moldavia | Cronologia completa delle presenze e delle reti in nazionale ― Moldavia | Cronologia completa delle presenze e delle reti in nazionale ― Moldavia | Cronologia completa delle presenze e delle reti in nazionale ― Moldavia | Cronologia completa delle presenze e delle reti in nazionale ― Moldavia |
| Data                                                                    | Città                                                                   | In casa                                                                 | Risultato                                                               | Ospiti                                                                  | Competizione                                                            | Reti                                                                    | Note                                                                    |
| ----------------------------------------------------------------------- | ----------------------------------------------------------------------- | ----------------------------------------------------------------------- | ----------------------------------------------------------------------- | ----------------------------------------------------------------------- | ----------------------------------------------------------------------- | ----------------------------------------------------------------------- | ----------------------------------------------------------------------- |
| 9-10-2021                                                               | Chișinău                                                                | Moldavia                                                                | 0 – 4                                                                   | Danimarca                                                               | Qual. Mondiali 2022                                                     | -                                                                       | 78’                                                                     |
| 12-10-2021                                                              | Be'er Sheva                                                             | Israele                                                                 | 2 – 1                                                                   | Moldavia                                                                | Qual. Mondiali 2022                                                     | -                                                                       | 46’                                                                     |
| 12-11-2021                                                              | Chișinău                                                                | Moldavia                                                                | 0 – 2                                                                   | Scozia                                                                  | Qual. Mondiali 2022                                                     | -                                                                       | 71’ 73’                                                                 |
| 15-11-2021                                                              | Klagenfurt am Wörthersee                                                | Austria                                                                 | 4 – 1                                                                   | Moldavia                                                                | Qual. Mondiali 2022                                                     | -                                                                       | 58’                                                                     |
| Totale                                                                  |                                                                         | Presenze                                                                | 4                                                                       |                                                                         | Reti                                                                    | 0                                                                       |                                                                         |